# (11103) Miekerouppe
(11103) Miekerouppe est un astéroïde de la ceinture principale.

## Description
(11103) Miekerouppe est un astéroïde de la ceinture principale. Il fut découvert le 18 septembre 1995 à Kitt Peak par le projet Spacewatch. Il présente une orbite caractérisée par un demi-grand axe de 2,89 UA, une excentricité de 0,08 et une inclinaison de 1,9° par rapport à l'écliptique.

## Compléments